# Veratrum nigrum
Veratrum nigrum o hel·lèbor negre fals) és una planta perenne verinosa dins la família Melanthiaceae. La planta no és un Helleborus però el gènere Veratrum hi està estretament relacionat. Els antics grecs i romans ja la coneixien, per exemple Lucreci i Plini el Vell coneixien la seva acció emètica. i la de tòxic mortal.

## Distribució i descripció
Veratrum nigrum és nativa d'Àsia i Europa. La planta resisteix força el fred. Creix millor a l'ombra o l'ombra parcial en sòls humits.
Té un rizoma negre i robust. Les fulles són simples, sèssils i emergeixen de la base de la planta fan 30 cm de longitud. La florida és en racems de flors úniques de color negre porpra. Floreix a l'estiu.

## Ús ornamental
Veratrum nigrum va ser usada com planta ornamental als jardins europeus fins, com a mínim, 1773. Charles Darwin la tenia en el seu jardí a la dècada de 1840 Es cultiva a partir de les llavors o per divisió de mata.

## Toxicitat
Totes les parts de la planta són molt tòxiques. Però és en el rizoma on es concentren més toxines. 1,8 g per kg causen la mort per arrítmia cardíaca.
Veratrum nigrum conté més de dos centenars d'alcaloides derivats d'esteroides incloent la verazina i altres. La planta causa irritació de la membrana mucosa amb nàusea i vòmits entre altres efectes.
La planta és teratogena 

## Ús medicinal
Administrada en dosis baixes internament l'arrel seca de Veratrum nigrum pot abaixar la pressió sanguínia iles pulsacions, possiblement per estimulació del nervi vague.
S'ha usat per tractar la hipertensió arterial i la fallada cardíaca. Actua com antibiòtic i insecticida. De la planta s'ha aïllat la Ciclopamina (11-deoxojervina) un alcaloide que s'experimenta contra alguns tipus de càncer com el de carcinoma basal i malalties de la pel com la psoriasis.
Els rizomes secs de Veratrum nigrum s'ha usat en la fitoteràpia xinesa. Col·lectiament les drogues del V. nigrum es diuen "li lu" (藜蘆) a la Xina.
A l'Àsia un extracte de la planta mesclat amb aigua en una solució de l'1 al 5% es fa servir en zones rural contra les puces.